# Vélu
Pour les articles homonymes, voir Velu.
Vélu est une commune française située dans le département du Pas-de-Calais en région Hauts-de-France.
La commune fait partie de la communauté de communes du Sud-Artois qui regroupe 64 communes et compte 27 059 habitants en 2021.

## Géographie

### Localisation
Localisée dans le sud-est du département du Pas-de-Calais, Vélu est une commune située, à vol d'oiseau, à 9 km à l'est de la commune de Bapaume et à 25 km au sud-est de la commune d’Arras (chef-lieu d'arrondissement et préfecture du Pas-de-Calais).
Le territoire de la commune est limitrophe de ceux de cinq communes.
Les communes limitrophes sont Beaumetz-lès-Cambrai, Bertincourt, Haplincourt et Lebucquière.

### Géologie et relief
La superficie de la commune est de 3,14 km2 ; son altitude varie de 96  à   124 mètres.

### Hydrographie

#### Réseau hydrographique
La commune est située dans le bassin Artois-Picardie. Elle est drainée par le Beaumetz-les-Cambrai,,.

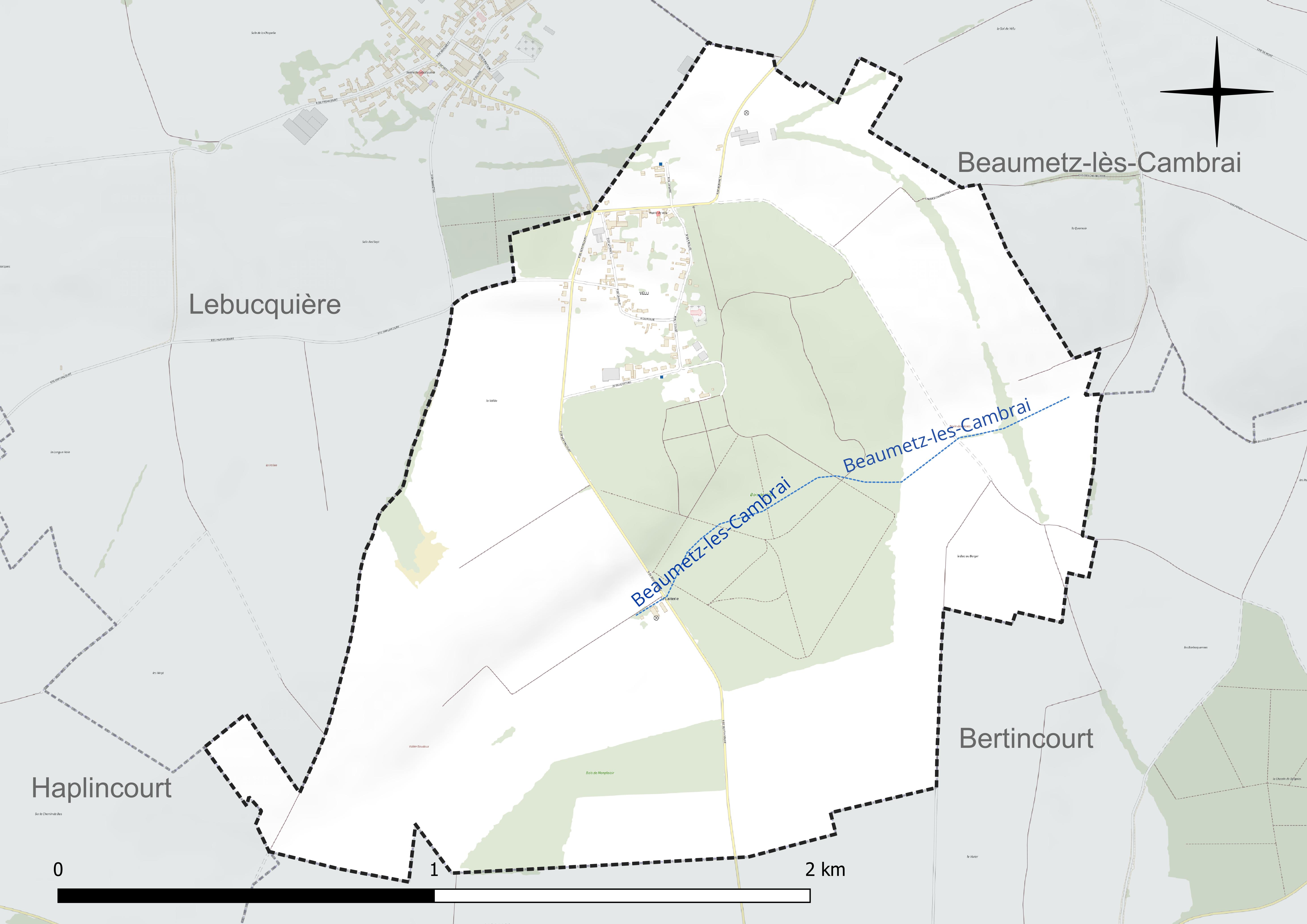
Réseau hydrographique de Vélu.

#### Gestion et qualité des eaux
Le territoire communal est couvert par le schéma d'aménagement et de gestion des eaux (SAGE) « Escaut ». Ce document de planification concerne un territoire de 2 005 km2 de superficie, délimité par le bassin versant de l'Escaut. Le périmètre a été arrêté le 9 juin 2006 et le SAGE proprement dit a été approuvé le 13 juillet 2021. La structure porteuse de l'élaboration et de la mise en œuvre est le syndicat mixte Escaut et Affluents (SyMEA).
La qualité des cours d'eau peut être consultée sur un site dédié géré par les agences de l'eau et l'Agence française pour la biodiversité.

### Climat
Pour des articles plus généraux, voir Climat des Hauts-de-France et Climat du Nord-Pas-de-Calais.
En 2010, le climat de la commune est de type climat océanique dégradé des plaines du Centre et du Nord, selon une étude du Centre national de la recherche scientifique (CNRS) s'appuyant sur une série de données couvrant la période 1971-2000. En 2020, Météo-France publie une typologie des climats de la France métropolitaine dans laquelle la commune est exposée à un climat océanique et est dans la région climatique Nord-est du bassin Parisien, caractérisée par un ensoleillement médiocre, une pluviométrie moyenne régulièrement répartie au cours de l'année et un hiver froid (3 °C).
Pour la période 1971-2000, la température annuelle moyenne est de 9,9 °C, avec une amplitude thermique annuelle de 14,9 °C. Le cumul annuel moyen de précipitations est de 758 mm, avec 11,8 jours de précipitations en janvier et 8,8 jours en juillet. Pour la période 1991-2020, la température moyenne annuelle observée sur la station météorologique la plus proche, située sur la commune d'Épehy à 16 km à vol d'oiseau, est de 10,6 °C et le cumul annuel moyen de précipitations est de 752,8 mm,. Pour l'avenir, les paramètres climatiques de la commune estimés pour 2050 selon différents scénarios d'émission de gaz à effet de serre sont consultables sur un site dédié publié par Météo-France en novembre 2022.

### Paysages
Pour un article plus général, voir Paysage en France.
La commune est située dans le paysage régional des grands plateaux artésiens et cambrésiens tel que défini dans l'atlas de paysages de la région Nord-Pas-de-Calais, conçu par la direction régionale de l'Environnement, de l'Aménagement et du Logement (DREAL),. 
Ce paysage régional, qui concerne 238 communes, est dominé par les « grandes cultures » de céréales et de betteraves industrielles qui représentent 70 % de la surface agricole utilisée (SAU).

## Urbanisme

### Typologie
Au 1er janvier 2024, Vélu est catégorisée commune rurale à habitat dispersé, selon la nouvelle grille communale de densité à sept niveaux définie par l'Insee en 2022.
Elle est située hors unité urbaine et hors attraction des villes,.

### Occupation des sols
L'occupation des sols de la commune, telle qu'elle ressort de la base de données européenne d'occupation biophysique des sols Corine Land Cover (CLC), est marquée par l'importance des territoires agricoles (68,5 % en 2018), une proportion identique à celle de 1990 (68,5 %). La répartition détaillée en 2018 est la suivante : 
terres arables (68,5 %), forêts (23,9 %), zones urbanisées (7,6 %). L'évolution de l'occupation des sols de la commune et de ses infrastructures peut être observée sur les différentes représentations cartographiques du territoire : la carte de Cassini (XVIIIe siècle), la carte d'état-major (1820-1866) et les cartes ou photos aériennes de l'IGN pour la période actuelle (1950 à aujourd'hui).

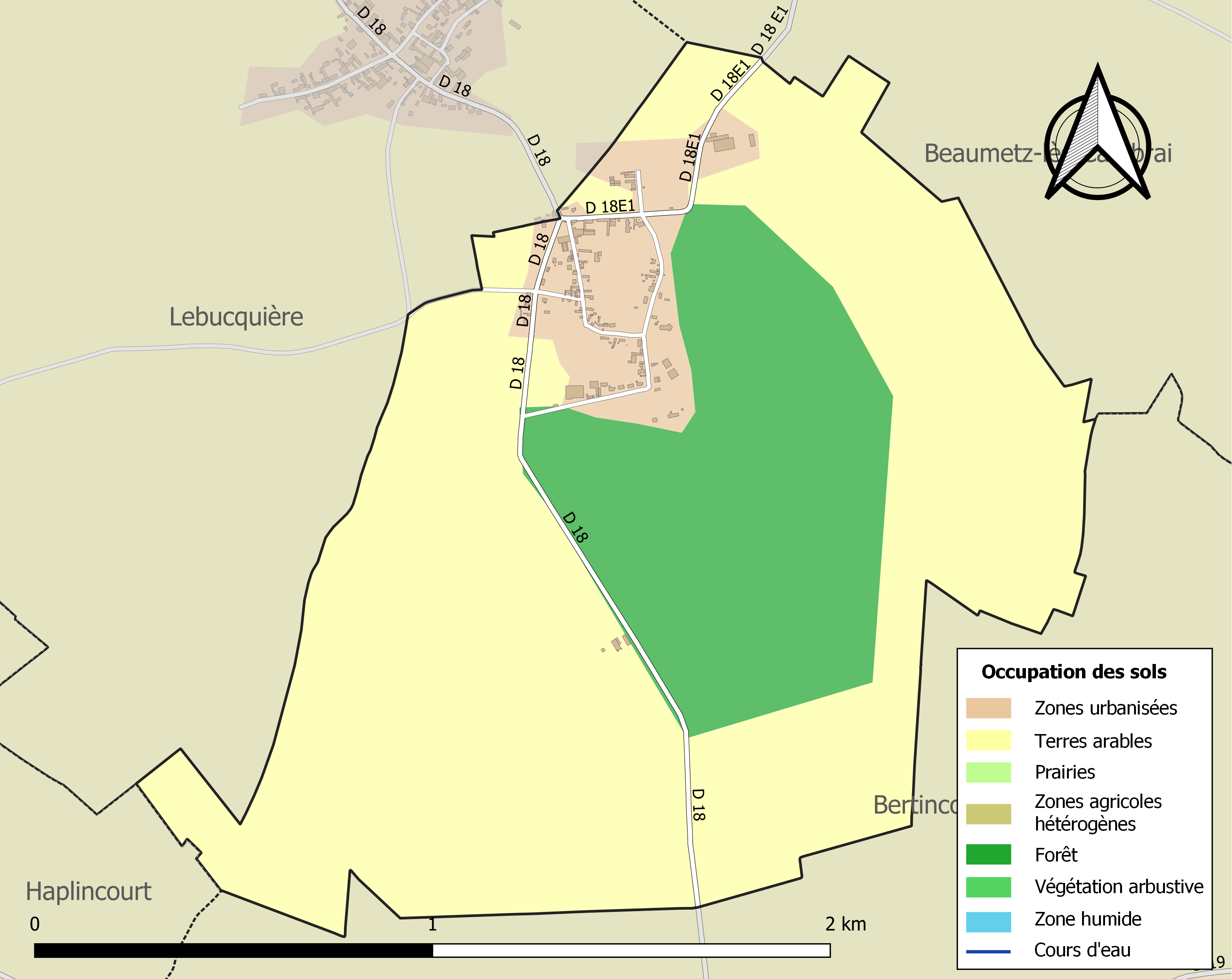
Carte des infrastructures et de l'occupation des sols de la commune en 2018 (CLC).

### Voies de communication et transports

#### Transport ferroviaire
La commune était située sur la ligne de chemin de fer d'Achiet à Bapaume et Marcoing, une ancienne ligne de chemin de fer secondaire qui reliait, entre 1871 et 1969, Achiet-le-Grand dans le département du Pas de Calais à Marcoing dans le département du Nord, ainsi que, de 1879 à 1955, par le chemin de fer de Vélu-Bertincourt à Saint-Quentin qui reliait les communes de Vélu - Bertincourt (Pas-de-Calais) et de Saint-Quentin (Aisne) via le département de la (Somme).

## Toponymie
Le nom de la localité est attesté sous les formes Wluth en 1111 ; Wellu en 1202 ; Welu en 1216 ; Welui en 1249 ; Wellus en 1515.
Plusieurs hypothèses ont été émises : tout d'abord celle fondée sur le gaulois *videllu « petit bois » , composé de vidu- « arbre, bois », suivi du suffixe diminutif -ellu, ensuite celle du gallo-latin *videlucus « bois (sacré) ». Enfin, Albert Dauzat considère ce nom de lieu comme obscur, mais propose à cours d'hypothèses, le nom de personne germanique Weluth, presque identique à la forme la plus ancienne, et marqué par la présence d'un W- d'origine germanique, devenu récurrent dans les formes anciennes. Il compare cependant au toponyme Veslud (Aisne, Veelu 1190) auquel il attribue une forme initiale *Videllutum ou *Videllucus.

## Histoire
Avant la Révolution française, Vélu est le siège d'une seigneurie.
Un château existait au XVIIIe siècle, habité par un seigneur détenant des biens à Bertincourt et Barastre.
Après la Première Guerre mondiale, la commune est décorée de la croix de guerre 1914-1918 par décret du 23 septembre 1920, distinction également attribuée à 276 autres communes du Pas-de-Calais.

## Politique et administration

### Découpage territorial
La commune se trouve dans l'arrondissement d'Arras du département du Pas-de-Calais.

#### Commune et intercommunalités
La commune, jusqu'alors membre de la communauté de communes du canton de Bertincourt, qui a fusionné le 1er janvier 2013 avec la communauté de communes de la région de Bapaume, est désormais membre de la communauté de communes du Sud-Artois qui les regroupe, ainsi également que certaines communes issues de l'ancienne communauté de communes du sud Arrageois.

#### Circonscriptions administratives
La commune est rattachée au canton de Bapaume.

#### Circonscriptions électorales
Pour l'élection des députés, la commune fait partie de la première circonscription du Pas-de-Calais.

### Élections municipales et communautaires

#### Liste des maires
| Période                                  | Période                    | Identité          | Étiquette | Qualité                                      |
| ---------------------------------------- | -------------------------- | ----------------- | --------- | -------------------------------------------- |
| Les données manquantes sont à compléter. |                            |                   |           |                                              |
| 1995                                     | 2014                       | Lucien Rzepkowski | PRG       |                                              |
| avril 2014                               | En cours (au 8 avril 2022) | Daniel Bouquillon |           | Agriculteur, Réélu pour le mandat 2020-2026, |

## Population et société

### Démographie

#### Évolution démographique
L'évolution du nombre d'habitants est connue à travers les recensements de la population effectués dans la commune depuis 1793. Pour les communes de moins de 10 000 habitants, une enquête de recensement portant sur toute la population est réalisée tous les cinq ans, les populations de référence des années intermédiaires étant quant à elles estimées par interpolation ou extrapolation. Pour la commune, le premier recensement exhaustif entrant dans le cadre du nouveau dispositif a été réalisé en 2008.

En 2022, la commune comptait 130 habitants, en évolution de −4,41 % par rapport à 2016 (Pas-de-Calais : −0,72 %, France hors Mayotte : +2,11 %).
| 1793 | 1800 | 1806 | 1821 | 1831 | 1836 | 1841 | 1846 | 1851 |
| ---- | ---- | ---- | ---- | ---- | ---- | ---- | ---- | ---- |
| 246  | 250  | 276  | 303  | 360  | 334  | 371  | 375  | 346  |

| 1856 | 1861 | 1866 | 1872 | 1876 | 1881 | 1886 | 1891 | 1896 |
| ---- | ---- | ---- | ---- | ---- | ---- | ---- | ---- | ---- |
| 332  | 353  | 353  | 357  | 357  | 366  | 335  | 311  | 292  |

| 1901 | 1906 | 1911 | 1921 | 1926 | 1931 | 1936 | 1946 | 1954 |
| ---- | ---- | ---- | ---- | ---- | ---- | ---- | ---- | ---- |
| 283  | 274  | 284  | 200  | 196  | 206  | 191  | 169  | 174  |

| 1962 | 1968 | 1975 | 1982 | 1990 | 1999 | 2006 | 2008 | 2013 |
| ---- | ---- | ---- | ---- | ---- | ---- | ---- | ---- | ---- |
| 191  | 187  | 134  | 138  | 130  | 136  | 129  | 127  | 138  |

| 2018 | 2022 | - | - | - | - | - | - | - |
| ---- | ---- | - | - | - | - | - | - | - |
| 134  | 130  | - | - | - | - | - | - | - |

#### Pyramide des âges
En 2018, le taux de personnes d'un âge inférieur à 30 ans s'élève à 31,4 %, soit en dessous de la moyenne départementale (36,7 %). À l'inverse, le taux de personnes d'âge supérieur à 60 ans est de 29,1 % la même année, alors qu'il est de 24,9 % au niveau départemental.
En 2018, la commune comptait 62 hommes pour 72 femmes, soit un taux de 53,73 % de femmes, largement supérieur au taux départemental (51,50 %).
Les pyramides des âges de la commune et du département s'établissent comme suit.
| Hommes | Classe d’âge | Femmes |
| ------ | ------------ | ------ |
| 0,0    | 90 ou +      | 2,8    |
| 6,5    | 75-89 ans    | 9,7    |
| 17,7   | 60-74 ans    | 20,8   |
| 29,0   | 45-59 ans    | 19,4   |
| 14,5   | 30-44 ans    | 16,7   |
| 17,7   | 15-29 ans    | 16,7   |
| 14,5   | 0-14 ans     | 13,9   |

| Hommes | Classe d’âge | Femmes |
| ------ | ------------ | ------ |
| 0,5    | 90 ou +      | 1,6    |
| 5,6    | 75-89 ans    | 8,9    |
| 16,7   | 60-74 ans    | 18,1   |
| 20,2   | 45-59 ans    | 19,2   |
| 18,9   | 30-44 ans    | 18,1   |
| 18,2   | 15-29 ans    | 16,2   |
| 19,9   | 0-14 ans     | 17,9   |

## Culture locale et patrimoine

### Lieux et monuments
Un parc à la Le Nôtre datant de la fin du XVIIe siècle, conçu à l'occasion de la reconstruction du château de Vélu à la suite d'un incendie. Ce nouveau château a été détruit à son tour pendant la Première Guerre mondiale après plusieurs années d'occupation par les Allemands. Le plan du parc est resté intact depuis sa conception.
De 1880 à 1955, Vélu a eu une gare, point de départ de la ligne allant à Roisel et Saint-Quentin

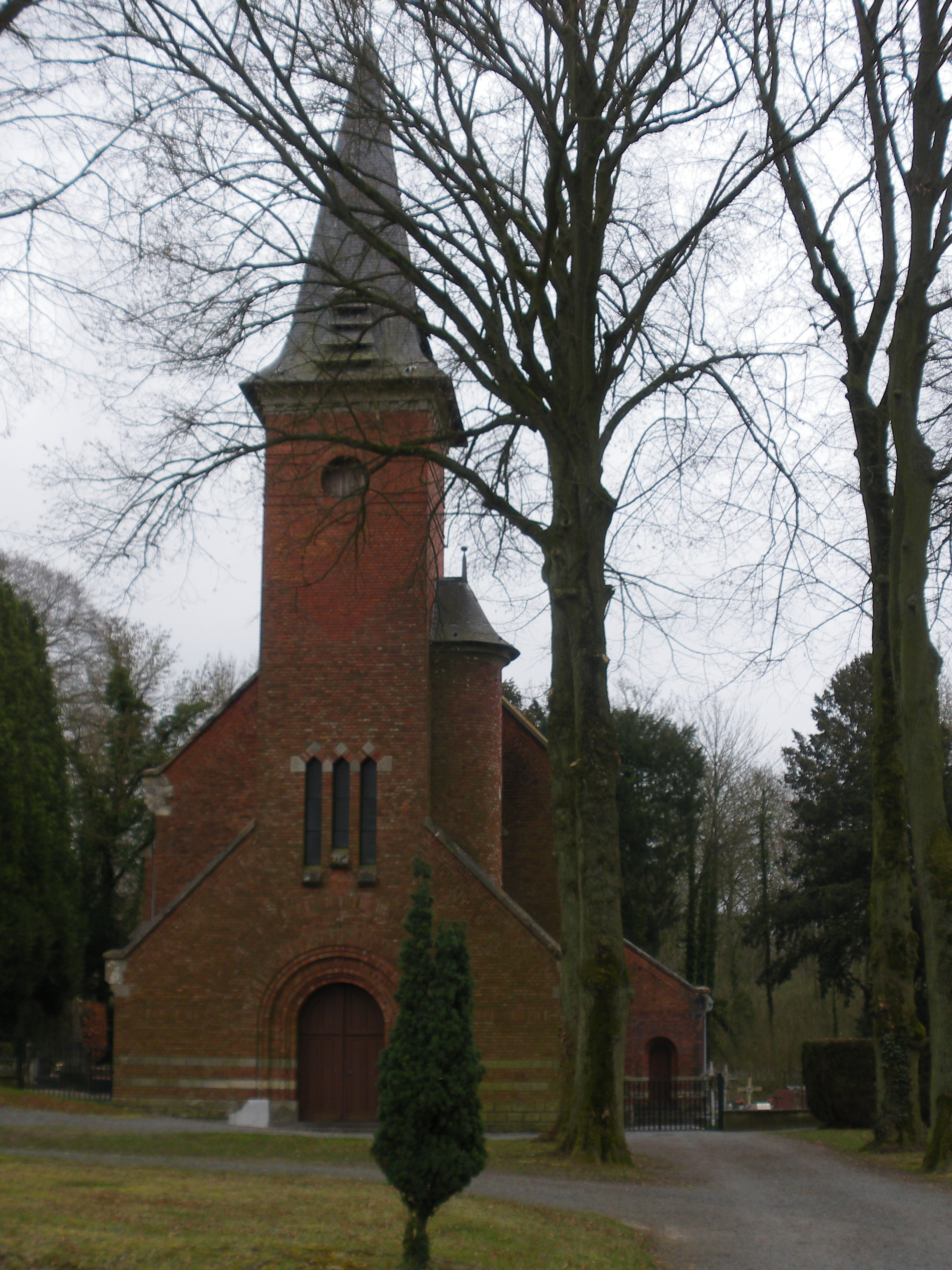
L'église Saint-Amand.
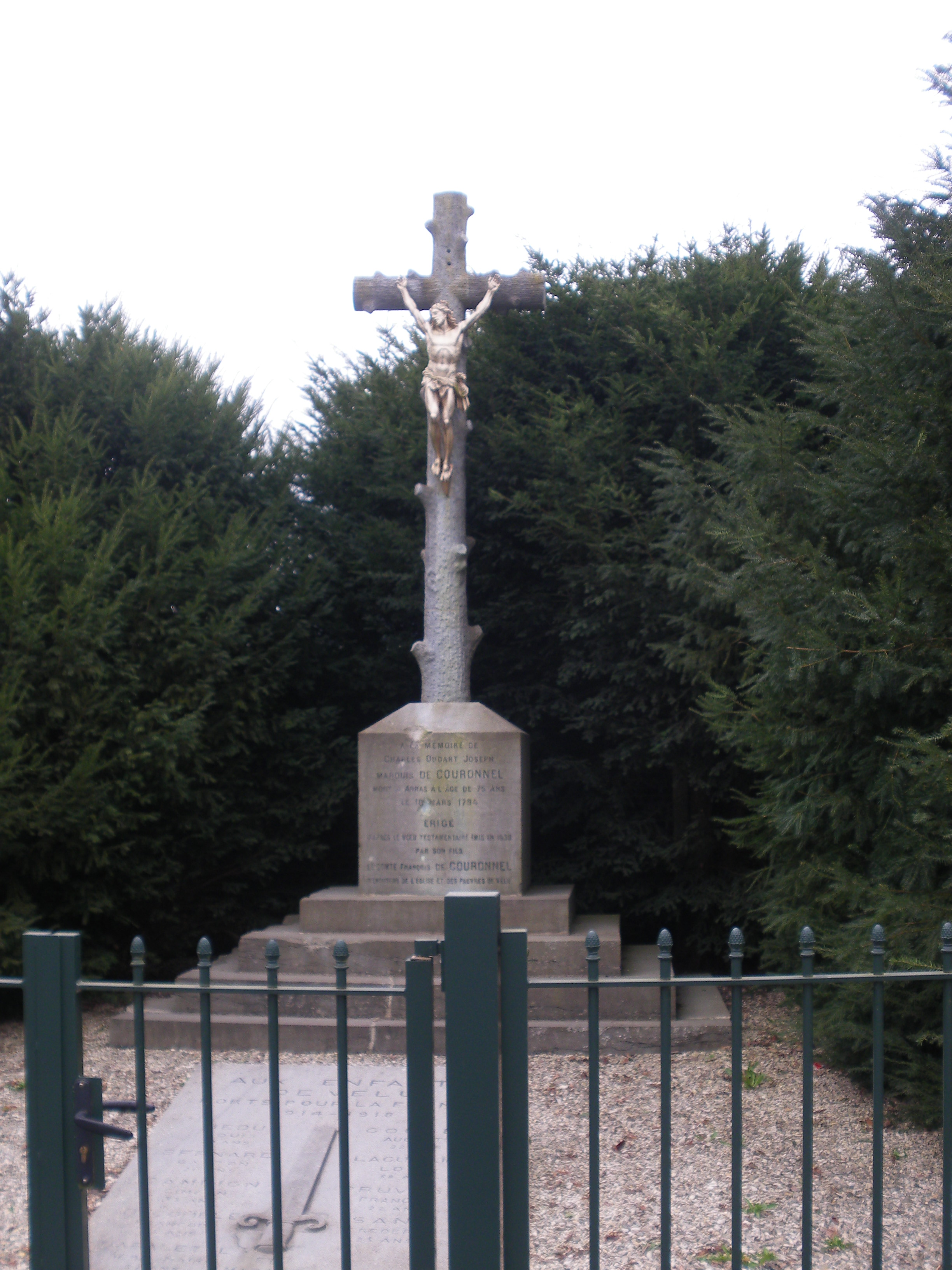
Un calvaire.

### Personnalités liées à la commune

#### Seigneurs de Vélu
- Louis Joseph de Couronnel, chevalier, seigneur d'Aussimont (sur Bertincourt), de Vélu, a reçu en décembre 1723, des lettres données à Versailles, l'autorisant, ainsi que sa postérité, à porter sur l'écusson de ses armes, une couronne de comte[36].
- En juin 1771, Charles Oudart Joseph de Mailly Couronnel, député de la noblesse, domicilié en son château de Vélu, bénéficie du titre de marquis pour la terre d'Éclype-les-Bertincourt, unie à celle de Barastre. Il est le fils de Louis Joseph de Mailly Couronnel, député du corps de la noblesse à la Cour en 1723, créé chevalier en 1713 pour les services rendus sous Louis XIV, et de Françoise Gertrude Duriez. Il descend d'Antoine de Mailly, seigneur de Lossignol, Cojeul-les-Bayencourt. Il a épousé Marie Louise d'Amerval, issue d'une ancienne maison de Picardie, a 14 garçons qu'il destine au service : l'aîné sert dans un régiment d'infanterie. La famille est alliée aux plus anciennes familles nobles de l'Artois et de Picardie. Louis Floris de Mailly Couronnel son aïeul a épousé Marie Agnès de la Buissière et était fils de Philippe de Mailly Couronnel, gouverneur des ville et château de Tournai et de Marie de Quillerie. Les armes de la famille sont « D'or à trois maillets de gueules »[37].
- Émile Magniez (1799-1865), homme politique né à Vélu, député de la Somme.

### Héraldique
| Armes de Vélu | Les armes de Vélu se blasonnent ainsi : d'argent aux trois fasces de sable, à l'écusson du champ chargé de trois chevrons de gueules brochant en abîme sur le tout. |

## Pour approfondir